# Michel Zéraffa
Michel Zéraffa (Niza, 29 de enero de 1918-París, 25 de noviembre de 1985) fue un novelista, crítico literario, ensayista y traductor francés. Fue investigador del Centro Nacional para la Investigación Científica francés desde 1957.
Escribió crítica literaria para Lettres françaises, para el periódico Observateur y para Lettres nouvelles. Zéraffa tradujo del inglés a autores como Alexander Werth y Henry James.
Sus últimos trabajos (especialmente Roman et société (Novela y sociedad), 1971), constituyen notables contribuciones a la sociología de la literatura.
Michel Zéraffa está enterrado en el cementerio Père Lachaise de París.

## Publicaciones principales
- Le Temps des rencontres, roman, París, Albin Michel, 1948.
- L'Écume et le sel, roman, París, Albin Michel, 1950.
- Le Commerce des hommes, roman, París, Albin Michel, 1952.
- Les Doublures, roman, París, Albin Michel, 1958.
- Personne et personnage – Le romanesque des années 1920 aux années 1950, París, Klincksieck, 1969.
- Roman et société, París, Presses universitaires de France, 1971.
- Préface des Nouvelles Histoires Extraordinaires, de Edgar Allan Poe, L.G.F., 1972, trad. de Charles Baudelaire.